# Calcio ai XIV Giochi del Mediterraneo
Il torneo di calcio ai XIV Giochi del Mediterraneo si è svolto dal 5 settembre al 15 settembre 2001.

## Fase a gironi

### Gruppo A
| Gruppo A   | Gruppo A | Gruppo A | Gruppo A | Gruppo A | Gruppo A | Gruppo A | Gruppo A | Gruppo A |
| Squadra    | G        | V        | N        | P        | F        | S        | DR       | PT       |
| ---------- | -------- | -------- | -------- | -------- | -------- | -------- | -------- | -------- |
| Francia    | 2        | 2        | 0        | 0        | 7        | 0        | +7       | 6        |
| Tunisia    | 2        | 1        | 0        | 1        | 5        | 1        | +4       | 3        |
| San Marino | 2        | 0        | 0        | 2        | 0        | 11       | -11      | 0        |

| Tunisi 5 settembre 2001 | Tunisia | 5 – 0 | San Marino | Stadio El Menzah |

| Tunisi 9 settembre 2001                       | Tunisia   | 0 – 1       | Francia | Stadio El Menzah |
| \| \| \| \| \| \| Marcatori \| 11’ Sahnoun \| |           |             |         |                  |
|                                               |           |             |         |                  |
|                                               | Marcatori | 11’ Sahnoun |         |                  |

| Biserta 11 settembre 2001                                                                              | Francia   | 6 – 0 | San Marino | Stade 15 Octobre |
| \| \| \| \| \| Sahnoun 15’ (rig.) Hiroux 21’ 31’ (rig.) Pontal 29’ 77’ Delporte 67’ \| Marcatori \| \| |           |       |            |                  |
| |           |       |            |                  |
| Sahnoun 15’ (rig.) Hiroux 21’ 31’ (rig.) Pontal 29’ 77’ Delporte 67’                                   | Marcatori |       |            |                  |

### Gruppo B
| Gruppo B | Gruppo B | Gruppo B | Gruppo B | Gruppo B | Gruppo B | Gruppo B | Gruppo B | Gruppo B |
| Squadra  | G        | V        | N        | P        | F        | S        | DR       | PT       |
| -------- | -------- | -------- | -------- | -------- | -------- | -------- | -------- | -------- |
| Turchia  | 2        | 1        | 1        | 0        | 3        | 2        | +1       | 4        |
| Grecia   | 2        | 1        | 0        | 1        | 2        | 2        | 0        | 3        |
| Libia    | 2        | 0        | 1        | 1        | 1        | 2        | -1       | 1        |

| Susa 5 settembre 2001 | Grecia | 1 – 2 | Turchia | Stadio Olimpico di Susa |

| Susa 9 settembre 2001 | Turchia | 1 – 1 | Libia | Stadio Olimpico di Susa |

| Susa 11 settembre 2001 | Grecia | 1 – 0 | Libia | Stadio Olimpico di Susa |

### Gruppo C
| Gruppo C | Gruppo C | Gruppo C | Gruppo C | Gruppo C | Gruppo C | Gruppo C | Gruppo C | Gruppo C |
| Squadra  | G        | V        | N        | P        | F        | S        | DR       | PT       |
| -------- | -------- | -------- | -------- | -------- | -------- | -------- | -------- | -------- |
| Italia   | 2        | 2        | 0        | 0        | 4        | 2        | +2       | 6        |
| Marocco  | 2        | 1        | 0        | 1        | 6        | 4        | +2       | 3        |
| Algeria  | 2        | 0        | 0        | 2        | 3        | 7        | -4       | 0        |

| Sfax 5 settembre 2001 | Marocco | 5 – 2 | Algeria | Stade Taïeb Mehiri |

| Sfax 8 settembre 2001                                            | Italia    | 2 – 1     | Marocco | Stade Taïeb Mehiri |
| \| \| \| \| \| Sculli 42’ Ferro 72’ \| Marcatori \| 69’ Aboud \| |           |           |         |                    |
|                                                                  |           |           |         |                    |
| Sculli 42’ Ferro 72’                                             | Marcatori | 69’ Aboud |         |                    |

| Sfax 10 settembre 2001 | Italia | 2 – 1 | Algeria | Stade Taïeb Mehiri |

## Fase a eliminazione diretta
|  | Semifinali | Semifinali | Semifinali |         |        | Finale          | Finale          | Finale          |  |
|  |            |            |            |         |        |                 |                 |                 |  |
|  | Francia    | Francia    | 0          |         |        |                 |                 |                 |  |
|  | Francia    | Francia    | 0          |         |        |                 |                 |                 |  |
|  | Italia     | Italia     | 1          |         |        |                 |                 |                 |  |
|  | Italia     | Italia     | 1          |         | Italia | Italia          | 0               |                 |  |
|  |            |            |            |         | Italia | Italia          | 0               |                 |  |
|  |            |            | Tunisia    | Tunisia | 1      |                 |                 |                 |  |
|  | Turchia    | Turchia    | Tunisia    | Tunisia | 1      | 0               |                 |                 |  |
|  | Turchia    | Turchia    |            |         |        | 0               |                 |                 |  |
|  | Tunisia    | Tunisia    | 1          |         |        | Finale 3º posto | Finale 3º posto | Finale 3º posto |  |
|  | Tunisia    | Tunisia    | 1          |         |        |                 |                 |                 |  |
|  |            |            |            |         |        |                 |                 |                 |  |
|  |            |            |            |         |        | Francia         | Francia         | 2               |  |
|  |            |            |            |         |        | Francia         | Francia         | 2               |  |
|  |            |            |            |         |        | Turchia         | Turchia         | 0               |  |

### Semifinali
| Biserta 13 settembre 2001                       | Francia   | 0 – 1         | Italia | Stade 15 Octobre |
| \| \| \| \| \| \| Marcatori \| 60’ Cardinale \| |           |               |        |                  |
|                                                 |           |               |        |                  |
|                                                 | Marcatori | 60’ Cardinale |        |                  |

| Tunisi 13 settembre 2001                        | Turchia   | 0 – 1         | Tunisia | Stadio El Menzah |
| \| \| \| \| \| \| Marcatori \| 98’ Benachour \| |           |               |         |                  |
|                                                 |           |               |         |                  |
|                                                 | Marcatori | 98’ Benachour |         |                  |

### Finale 3/4º posto
| Radès 15 settembre 2001                                | Francia   | 2 – 0 | Turchia | Stade 7 novembre |
| \| \| \| \| \| Pujol 21’ 31’ (rig.) \| Marcatori \| \| |           |       |         |                  |
|                                                        |           |       |         |                  |
| Pujol 21’ 31’ (rig.)                                   | Marcatori |       |         |                  |

### Finale
| Radès 15 settembre 2001                                  | Italia    | 0 – 1                  | Tunisia | Stade 7 novembre |
| \| \| \| \| \| \| Marcatori \| 76’ (rig.) Ali Zitouni \| |           |                        |         |                  |
|                                                          |           |                        |         |                  |
|                                                          | Marcatori | 76’ (rig.) Ali Zitouni |         |                  |

## Medagliere
| Posizione | Paese   |
| --------- | ------- |
|           | Tunisia |
|           | Italia  |
|           | Francia |
| 4         | Turchia |